# Pedioscopus amabilis
Pedioscopus amabilis är en insektsart som beskrevs av Rauno E. Linnavuori 1960. Pedioscopus amabilis ingår i släktet Pedioscopus och familjen dvärgstritar. Inga underarter finns listade i Catalogue of Life.